# Arthur Aronymus und seine Väter
Arthur Aronymus und seine Väter ist ein Schauspiel in fünfzehn Bildern von Else Lasker-Schüler, das die Autorin 1932 nach der im Oktober desselben Jahres bei Rowohlt in Berlin erschienenen Prosavorlage (siehe unten unter Textausgaben) schrieb und das Leopold Lindtberg am 19. Dezember 1936 im Schauspielhaus Zürich mit Grete Heger in der Titelrolle aufführte. Jane Curtis übertrug das Stück 2005 unter dem Titel Arthur Aronymus and his ancestors ins Englische.
Sigrid Bauschinger nennt den achtjährigen Arthur Aronymus treffend „eine der schönsten Kinderfiguren in der deutschen Literatur“. Im westfälischen Geseke – nicht allzu weit von Paderborn entfernt – üben sich einige Juden und Katholiken in „Lasker-Schülers Nathan“ in Toleranz.

## Hintergrund
Die Autorin hat zweierlei gefügt. Erstens etwas aus ihrer Familiengeschichte: Der Vater Aaron Schüler (1825–1890), ein jüdischer Privatbankier, stammte aus Geseke. Ihren Urgroßvater, den Vater von Henriette Schüler (Mutter von 23 Kindern), nennt sie im Stück Uriel, Landesrabbiner von Rheinland und Westfalen. Ihr Großvater väterlicherseits ist Moritz Schüler. Zweitens ein Vorkommnis aus Geseke: 1844 hatte ein jüdischer Junge die Konfession gewechselt; war Katholik geworden und hatte damit antisemitische Reaktionen ausgelöst.
Else Lasker-Schüler habe das Stück in anderthalb Monaten verfasst. Mitte März 1931 hatte es das Theater am Schiffbauerdamm angenommen, doch Kurt Zierold im Kultusministerium habe erst zu Jahresende die Fertigmeldung erhalten. Am 30. November 1932 las die Autorin im Schubert-Saal am Nollendorfplatz aus dem Stück. Darauf reagierte der zuhörende Journalist vom Berliner Tageblatt positiv mit der abschließenden neugierigen Frage: „Wer wird es spielen?“ Aus der Berliner Uraufführung wurde nichts. Als letzter Versöhnungsversuch kann eine Postsendung Else Lasker-Schülers von Anfang März 1933 an Hitlers Vizekanzler Franz von Papen angesehen werden. Auf den Begleitbrief, der dem Exemplar des Prosabandes „Arthur Aronymus“ beilag, erhielt die Absenderin am 20. März eine höfliche Antwort vom Büroleiter des Vizekanzlers Dr. Gritzbach.
Im April 1933 musste Else Lasker-Schüler die Stadt verlassen. Zuvor hatte sie auf offener Straße mehrfach handgreifliche Auseinandersetzungen – wahrscheinlich mit SA-Männern – gehabt. Zu der für den 1. Februar 1933 vorgesehenen Uraufführung im Hessischen Landestheater Darmstadt war es nicht gekommen.
2018 erschien im Gustav-Kiepenheuer-Bühnenvertrieb eine Bearbeitung für 5h/3D von Gerhard Hess, die das Ziel hatte, die Bühnentauglichkeit von „Arthur Aronymus“ unter Beweis zu stellen.

## Inhalt
In ihrem Hexenglauben wollen westfälische Katholiken jüdische Mädchen auf den Scheiterhaufen schicken. Hilfe tut not. Der alte Uriel soll sich beim Bischof für die verfolgten Juden verwenden. Die Lage scheint ernst. Denn Arthur Aronymus und seine sechsjährige Schwester Lenchen aus Geseke suchen Großvater Uriel in Paderborn auf und fragen an, ob ihre 15-jährige Schwester Dora, die den Veitstanz hat, eine Hexe sei. Der potentielle Helfer Uriel stirbt. Arthur Aronymus ist in Geseke beliebt und darf am Heiligabend sogar in der Wohnung des jungen Kaplans Michalski an der Bescherung teilnehmen. Ein Steinwurf gegen das Fenster, verbunden mit gehässigem Gesang, stört den Weihnachtsfrieden. Zudem wird Arthur vom Kaplan mit der Bemerkung brüskiert: „...du willst doch nicht gar ein dreister Judenjunge werden?“ Verwirrt kehrt Arthur heim. Ein reiner Unschuldsengel ist der kleine Junge beileibe nicht. In der Christnacht hat er einen Traum. Der jüdische Hausierer Lämmle Zilinsky, den er beschimpft hat, defiliert den Traumhorizont entlang. Arthur will den Hausierer nicht mehr verspotten. Endlich hat Arthurs älteste Schwester Fanny – das vierte von den 23 Kindern, die den Kaplan heimlich liebt, einen Grund, den vergötterten jungen Geistlichen am Weihnachtsmorgen aufzusuchen. Fanny erfindet einen Auftrag der Mutter, die sich nach dem Benehmen des leicht verstörten Arthur in des Kaplans Weihnachtsstube erkundige. Daheim beichtet Fanny der Mutter die Umstände ihrer waghalsigen Unternehmung. Fanny will Nonne werden. Den Kaplan kann die Jungfer seines Zölibats wegen nicht kriegen.
Arthurs Vater, der Gutsbesitzer Moritz Schüler, hat von den Geseker Judenfeinden ein „anonymes Schreiben“ erhalten und bittet seine drei ältesten Söhne Heinrich Menachem, Simeon und Julius, die befreundeten Padersteins und den Kaplan zur Beratung ins Haus. Die Reaktion des Kaplans nach der Lektüre des Drohbriefes findet nicht den Beifall des Gutsbesitzers. Der Kaplan will Arthur Aronymus christlich erziehen. Eine Konversion lehnt der Vater ab. Der Kaplan zieht sich zurück und schreibt zu Hause einen Brief an seinen Bischof nach Paderborn. Der Bischof antwortet mit einer Bulle wider die Geseker Judenfeinde.
Später begleitet der Kaplan, inzwischen nach Paderborn berufen, seinen Bischof nach Geseke. Dort werden die beiden Geistlichen Zeuge eines Kinderspiels. Die Mädchen und Jungen spielen „Schülers Dora“ auf den „Scheiterhaufen!“
Das Stück endet mit versöhnlerischer Geste. Der Bischof nimmt während des Pessach-Festes am Tisch des Gutsbesitzer Moritz Schüler das Sedermahl ein. Die Verlautbarungen des Bischofs an der Festtafel gipfeln in dem Spruch: „Ich segne das alte Volk Israel!“

## Zitate
- Der Kaplan: „...selig die, welche ihr Leben hängen an kindliche Freuden“.[20]
- Aus Liebe zum Kaplan will Fanny konvertieren. Darauf die Mutter unter vier Augen: „...seinen Glauben wechselt man nicht wie ein Gewand mit dem andern,...“[21]
- Gutsbesitzer Moritz Schüler liest seinen 23 Kindern Notizen aus seiner Jugend vor: „Paderborn. Donnerstag[22], den 25. September 1810. Ich, Moritz Schüler, der Erstgeborene meiner Eltern, und mein jüngerer Bruder Berthold Schüler...“[23]

## Aufführungen

### Uraufführung
Die 20-jährige Grete Heger spielte die Rolle des kleinen Arthur Aronymus. Leonhard Steckel spielte Arthurs Vater Moritz Schüler, Erwin Kalser den Großvater mütterlicherseits (Landesrabbiner Uriel) , Susi Kertes Arthurs Schwester Fanny und Bimba Hesse die Schwester Lenchen. Wolfgang Langhoff spielte den jungen Kaplan Bernhard Michalski, Kurt Horwitz den Bischof Mathias von Paderborn und Ernst Ginsberg den Nachtwächter Altmann. Nach der zweiten Aufführung am 23. Dezember 1936 wurde das Stück abgesetzt, weil sich die Zürcher kaum für die Probleme der Emigranten interessierten.

### Andere Aufführungen
- Herbst 1969: Inszenierung von Hans Bauer an den Wuppertaler Bühnen mit Ilse Ritter in der Titelrolle und Kaspar Brüninghaus als Vater Moritz Schüler. Eingeladen zum Berliner Theatertreffen 1969.[27]
- März 2023: Erstaufführung der Bearbeitung von Gerhard Hess unter seiner Regie am Landestheater Detmold.[28]

## Rezeption
- Deutsches Theater Berlin: Max Reinhardt anno 1932 aus Rom an die Autorin: „Werde bei neuer direktion für ihr schoenes werk eintreten.“[29] Und Heinz Martin schwärmt von einem „himmlischen Stück Dichtung“.[30]
- 19. Dezember 1936: Thomas Mann hatte die Uraufführung besucht und schrieb: „...ein langes, ungeordnetes, aber liebenswürdiges rheinisches Judenstück der Lasker-Schüler, das großen Erfolg hatte.“[31]
- 21. Dezember 1936: Jakob Rudolf Welti in der NZZ: Protestanten in der Zwinglistadt Zürich wollten keine Fragen der Konfession auf der Bühne abgehandelt sehen.[32]
- Bänsch bewundert das anscheinend aussichtslose Unterfangen der Autorin: Mit dichterischer Kraft – allein von Liebe redend – renne sie gegen „Haß und Verfolgung“[33] an. Das Stück habe nichts mit Prophetie zu tun, sondern artikuliere eine „alte jüdische Erfahrung“[34]. Hingegen Jasminlaube, Postillion und Nachtwächter seien lediglich Biedermeier-Kitschelemente[35]. Bänsch geht auf die ein wenig ungesicherte Stichhaltigkeit des Bezugs des Stücks zur realen Ortschaft Geseke und zur realen Familie Schüler ein.[36]

Neuere Äußerungen
- Feßmann[37] beobachtet als eines der Schreibmotive bei der Autorin ab 1928 nach dem Tod des Sohnes Paul eine zunehmende Besinnung auf die überhaupt nicht mehr vorhandene vielköpfige Familie.
- Nach Bischoff[38] erweckten Prosafassung und Stück den Eindruck, dass „die Abwendung exzessiver Gewaltausbrüche möglich erscheint.“[39]
- Bauschinger ordnet das Stück in die Littérature engagée ein.[40] Nach Karl Kerényis Kategorisierung sei Arthur Aronymus ein göttliches Kind.[41] Einerseits enthält die Prosavorlage gegenüber dem Stück „gemilderte“ Passagen. Andererseits wird in der Prosafassung ein Pogrom gegen Juden erwähnt.[42] Gottfried Benn habe der Autorin 1932 zu den Ausschreitungen gegenüber Juden geschrieben: „...es wird bestimmt nicht so schlimm kommen, wie manche denken,...“[43]
- Die Autorin nimmt die Geschichte des Urgroßvaters mit den 23 Söhnen aus dem Prinzen von Theben im übertragenen Sinne wieder auf und bleibt diesmal in der westdeutschen Heimat.[44]

### Textausgaben
Verwendete Ausgabe
- Arthur Aronymus und seine Väter. Aus meines geliebten Vaters Kinderjahren. S. 89–226 in: Else Lasker-Schüler: Die Wupper und andere Dramen. dtv 10647, München 1986, ISBN 3-423-10647-6 - projekt-gutenberg.org

Prosavorlage zum Schauspiel
- Arthur Aronymus. Die Geschichte meines Vaters 72 Seiten, mit Umschlag-Illustration von Else Lasker-Schüler. , Rowohlt Verlag, Berlin 1932 (Erstausgabe)
- Arthur Aronymus. Die Geschichte meines Vaters 60 Seiten. Suhrkamp, Frankfurt am Main 1989 (1. Auflage), ISBN 3-518-22002-0

### Sekundärliteratur
- Dieter Bänsch: Else Lasker-Schüler. Zur Kritik eines etablierten Bildes. Diss. Universität Marburg 1969. 271 Seiten
- Meike Feßmann: Spielfiguren. Die Ich-Figurationen Else Lasker-Schülers als Spiel mit der Autorrolle. Ein Beitrag zur Poetologie des modernen Autors. (Diss. FU Berlin 1991) M & P, Verlag für Wissenschaft und Forschung, Stuttgart 1992, ISBN 3-476-45019-8 (Lizenzgeber: Metzler, Stuttgart 1992)
- Dirk Kruse: Zur Rezeptionsgeschichte von „Arthur Aronymus und seine Väter“. In: Michael Schmid-Ospach (Hrsg.): Mein Herz – Niemandem. Else Lasker-Schüler-Almanach, Peter Hammer Verlag 1993, ISBN 978-3-87294-545-7
- Gero von Wilpert: Goethe-Lexikon (= Kröners Taschenausgabe. Band 407). Kröner, Stuttgart 1998, ISBN 3-520-40701-9.
- Doerte Bischoff: Ausgesetzte Schöpfung. Figuren der Souveränität und Ethik der Differenz in der Prosa Else Lasker-Schülers. (Diss. Uni Tübingen 1999) Max Niemeyer, Tübingen 2002, ISBN 3-484-15095-5
- Sigrid Bauschinger: Else Lasker-Schüler. Biographie. suhrkamp taschenbuch 3777, Suhrkamp Taschenbuch Verlag, Frankfurt am Main 2006 (Lizenzgeber: Wallstein, Göttingen 2004), ISBN 3-518-45777-2
- Peter Sprengel: Geschichte der deutschsprachigen Literatur 1900–1918. Von der Jahrhundertwende bis zum Ende des Ersten Weltkriegs. C.H. Beck, München 2004, ISBN 3-406-52178-9
- Kerstin Decker: Mein Herz – Niemandem. Das Leben der Else Lasker-Schüler. Propyläen, Berlin 2009, ISBN 978-3-549-07355-1
- Carl Gustav Jung, Karl Kerényi: Das göttliche Kind. Eine Einführung in das Wesen der Mythologie. 248 Seiten. Patmos Verlag, Ostfildern 2012, ISBN 3-8436-0260-3 (EA Rascher Verlag, Zürich 1941)